# Hiato aniônico
O hiato aniônio ou intervalo aniônico ou anion gap é a diferença entre os cátions presentes no sangue (sódio) e os ânions (bicarbonato e cloro). Para que a eletroneutralidade do organismo seja mantida, a soma de todos os cátions do nosso corpo deve ser igual a soma de todos os ânions. O principal cátion do organismo é o sódio e os principais ânions são o bicarbonato e o cloro. Considere o valor normal de sódio no plasma sendo 140 meq/l, o de cloro de 105 meq/l e bicarbonato de 24 meq/l. Pelo princípio da eletroneutralidade, a soma dos cátions deve ser igual ao somatório dos ânions, porém, a soma do cloro com o bicarbonato não se iguala ao valor do sódio, faltado 11 unidades para isso. Essas 11 unidades faltantes são os ânions não mensuráveis, ou seja, não medidos pelos exames de sangue de rotina. Essa diferença que falta para igualar a soma de cátions e ânions (que corresponde aos ânions não mensuráveis) recebe o nome de "anion gap", "hiato aniônico" ou "intervalo aniônico". Considera-se o valor normal de anion gap entre 12 +/- 4 mEq/L.

## Composição eletrolítica do sangue
Para garantir a eletroneutralidade do organismo e evitar acúmulos excessivos cargas elétricas nos tecidos, a soma de todos os cátions do organismo deve ser igual à soma de todos os ânions. Glamb foi um dos primeiros a estudar o ambiente iônico do sangue, dosando os cátions e ânions presentes no sangue, conforme tabela abaixo:
| Cátions       | Cátions   | Ânions           | Ânions    |
| ------------- | --------- | ---------------- | --------- |
| Sódio         | 142 mEq/L | Bicarbonato      | 25 mEq/L  |
| Potássio      | 5 mEq/L   | Cloro            | 105 mEq/L |
| Cálcio iônico | 5 mEq/L   | Fosfato          | 2 mEq/L   |
| Magnésio      | 3 mEq/L   | Sulfato          | 1 mEq/L   |
|               |           | Ácidos orgânicos | 6 mEq/L   |
|               |           | Proteínas        | 16 mEq/L  |
| Total         | 155 mEq/L | Total            | 155 mEq/L |

Os ácidos orgânicos principais são o ácido lático, ácido cítrico e ácido úrico; já dentre as proteínas, a mais importante é a albumina, com seus grupamentos carboxilas perfazendo um total de 18 cargas negativas para cada molécula de albumina. Outras proteínas, com menor relevância, são as α e β globulinas.

## Cálculo do hiato aniônico
Na prática clínica, somente os principais eletrólitos dos sangue são considerados, ou seja, os sódio, cloro e bicarbonato. Considerando o princípio da eletroneutralidade, podemos dizer que:
Na+ + cátions não mensuráveis = Cl- + HCO3- + ânions não mensuráveis
Reorganizando:
Na+ - Cl- - HCO3- = ânions não mensuráveis - cátions não mensuráveis
Os cátions não mensuráveis representam um valor mínimo no cálculo acima, e por isso também são omitidos. Assim, a fórmula final para calcular, ou melhor, estimar o hiato anônico é:
)
Considerando que o hiato aniônico corresponde aos ânions não mensuráveis, concluímos que este é constituído pelas proteínas plasmáticas (principalmente a albumina), pelo sulfato, fosfato e ácidos orgânicos (lático, cítrico e úrico). Dentre essas substâncias, a albumina é a que tem maior representatividade, constituindo o principal componente do hiato aniônico. Por essa razão, em situações de hipoalbuminemia, o hiato aniônico está reduzido. Esse fato pode interferir na interpretação correta do hiato aniônico, uma vez que este pode apresentar-se dentro dos valores normais mesmo em pacientes com acidose metabólica de hiato aniônico elevado e hipoalbuminemia. Para evitar interpretações equivocadas, é conveniente corrigir o hiato aniônico em paciente com albumina sérica baixa, segundo a fórmula de Figge:
Onde a concentração normal de albumina é cerca de 4g/dL. Se a concentração estiver em g/L, o fator de correção utilizado é 0,25.

## Usos
O principal uso do hiato aniônico é no diagnóstico diferencial das acidoses metabólicas, as quais podem ser dividas em acidose metabólica com hiato aniônico normal ou acidose metabólica com hiato aniônico elevado. Porém existem outros usos como auxiliar no diagnóstico de paraproteinemias, intoxicação por brometo, lítio e iodeto. A história clinica do paciente muitas vezes é suficiente para chegar ao diagnóstico correto do tipo de acidose ou intoxicação, no entanto, em pacientes cuja história clínica é desconhecida, a análise do hiato aniônico é útil no auxílio diagnóstico.

## Alterações do hiato aniônico
Analisando a fórmula do hiato aniônico, percebe-se que este é alterado de acordo com as variações na concentração dos eletrólitos do sangue. Situações onde há aumento dos ânions não mensuráveis ou redução dos cátions não mensuraveis presentes no sangue, (por exemplo:cátions não mensuráveis potássio, cálcio, magnésio) promoverão e elevação do hiato aniônico. Por outro lado, aumento dos cátions não mensuráveis e aumento na concentração de cloro e bicarbonato, levam à redução do hiato aniônico.

### Baixo ou negativo
A presença de hiato aniônico baixo é bastante incomum, algumas condições que causam esta alterações estão listadas abaixo:

#### Hiato aniônico baixo
- Erro laboratorial
- Subestimação do sódio
- Superestimação do cloro
- Superestimação do bicarbonato
- Hipoalbuminemia

A albumina é a proteína aniônica mais abundante no sangue, portanto, alterações em sua concentração afetam o valor do hiato aniônico. A hipoalbuminemia provoca uma redução do hiato aniônico de tal forma que para cada 1g/dL de queda da albumina, o hiato aniônico reduz de 2,3 a 2,5 mEq/L.
- Gamopatia policlonal e monoclonal por IgG

O hiato aniônico pode estar reduzido em pacientes com produção excessiva de gamaglobulinas, principalmente se a proteína em excesso for IgG, pois trata-se de uma proteína catiônica. A presença de hiato aniônico negativo em pacientes com gamopatia (por exemplo, mieloma múltiplo) está associada às altas concentrações de paraproteínas circulantes, por outro lado, o tratamento quimioterápico reduz a concentração destas paraproteínas levando à normalização do hiato aniônico.
- Intoxicação por brometo

Embora o brometo seja um ânion e, em teoria, seu excesso causaria elevação do hiato aniônico, sabe-se que o efeito é oposto, ou seja, a elevação dos níveis de brometo no sangue cursa com redução do hiato aniônico. A razão para este fato é que o brometo interfere na mensuração do cloro, causando uma falsa elevação em sua concentração. A redução do hiato aniônico na intoxicação por brometo está relacionada com sua concentração no sangue, podendo varia de alguma unidades até valores negativos como -60mEq/L.Atualmente o brometo é encontrado em algumas fármacos como o brometo de piridostigmina, usado no tratamento de miastenia gravis.
- Intoxicação por lítio

Por ser um cátion normalmente não mensurável, o lítio em concentração elevada no sangue promove a redução do hiato aniônico.
- Hipercalcemia

Segundo Oster e colaboradores, a hipercalcemia secundária ao hiperparatireoidismo está associada a uma redução no hiato aniônico; já a hipercalcemia secundária a doenças neoplásicas não alterou o hiato aniônico.
- Síndrome de secreção inapropriada de hormônio antidiurético

Nesta situação, a hiponatremia sem alteração do bicarbonato sérico, promove queda considerável do hiato aniônico, com valores medidos próximo a zero.
- Polimixina B

A polimixina B, um antimicrobiano usando no tratamento de infecção por germes Gram negativos, possui propriedades catiônicas com capacidade de promover a redução do hiato aniônico.
- Intoxicação por iodeto

O iodeto, assim como o cloreto e o brometo, pertence a família dos haletos. O excesso de iodeto, assim como no caso da intoxicação por brometo, causa uma redução no hiato aniônico. Não se sabe ao certo se o mecanismo pelo qual o iodeto altera o hiato aniônico é igual ao do brometo, ou seja, interferência na dosagem de outros haletos, no caso, o cloro.

#### Hiato aniônico negativo
- Erro laboratorial
- Intoxicação por brometo
- Intoxicação por iodeto
- Mieloma múltiplo

### Elevado
O hiato aniônico elevado é uma situação mais prevalente, principalmente em pacientes hospitalizados. Algumas causas são citadas abaixo:
- Acidose metabólica secundária ao acúmulo de ânions não mensuráveis

- Erro laboratorial
- Hipovolemia severa

Hiperalbuminemia devido a hemoconcentração
- Alcalose metabólica

A alcalose metabólica está associada a elevação do hiato aniônico. A explicação proposta para isso é a elevação da concentração da albumina sérica encontrada nestes casos.
- Hiperfosfatemia severa

A hiperfosfatemia severa está associada a uma grande aumento do hiato aniônico já que o fosfato é contabilizado como um ânion não mensurável.
- Aumento de paraproteínas aniônicas

A IgA comporta-se como uma proteína aniônica, portanto em situações onde sua concentração sérica está aumentada, por exemplo, no mieloma múltiplo produtor de IgA, pode ocorrer aumento do hiato aniônico.